# Bagabag
Bagabag é um município de  segunda classe de renda municipal (d) na província Nova Vizcaya, nas Filipinas. De acordo com o censo de 1 de maio  de  2020 possui uma população de 37 985 pessoas e 9 603 domicílios.